# Ortopnea
L'ortopnea és una dificultat per a respirar en decúbit; és una condició anormal en la qual la persona ha de mantenir el cap elevat (com quan està asseguda o dempeus) per a poder respirar profunda i còmodament (ortopnea), o la persona desperta sobtadament durant la nit experimentant dificultat respiratòria (dispnea paroxística nocturna).

## Consideracions generals
Aquesta és una malaltia comuna en les persones que sofrixen d'alguns tipus de problemes cardíacs o pulmonars. A vegades, el problema és subtil i només es fa evident quan la persona s'adona que és més còmode dormir amb molts coixins sota el cap o en una posició alçada.

## Causes comunes
- Insuficiència cardíaca
- Malaltia pulmonar obstructiva crònica (MPOC)
- Trastorn de pànic
- Malaltia cardíaca hipertensiva
- Obesitat (no és una causa directa de la dificultat respiratòria mentre s'està ficat al llit, però sol agreujar altres condicions)
- Apnea del somni
- Roncs
- Cor pulmonale
- Cuidats en la llar

El metge pot prescriure teràpia per a tractar aquesta dificultat respiratòria mentre s'està ficat al llit. En els casos d'obesitat, generalment es recomana la reducció de pes. S'ha de cridar al metge si es presenta dificultat respiratòria inexplicable mentre s'està ficat al llit.